# بالاجانيلو
بَلَجيانلة أو بلجيانلو أو (نقحرة: بالاجانيلو) (بالإيطالية: Palagianello)‏ هيبلدية في مقاطعة طارنت في إقليم بولية الإيطالي.

## السكان
في سنة 1861 بلغ عدد السكان 1٬341 نسمة، وتطور العدد ليصل في سنة 2011 لـ 7٬854 نسمة.
يظهر هذا المخطط البياني تطور النمو السكاني لـ بلجيانلة